# Stacey Wooley
Stacey Wooley (* 21. April 1968 in Lebanon) ist eine ehemalige US-amerikanische Biathletin.
Stacey Wooley lebt und trainierte in Newbury. Sie studierte am Dartmouth College. Die Sportlehrerin begann 1992 mit dem Biathlonsport und bestritt 1994 in Hinton mit einem Einzel ihr erstes Rennen im Biathlon-Weltcup. Als 26. verpasste sie um einen Platz die Punkteränge. Erstmals diese Ränge erreichte sie 1995 als 21. eines Sprints in Oberhof. In dieser Saison nahm sie in Antholz auch erstmals an den Biathlon-Weltmeisterschaften 1995 teil. Wooley wurde 19. des Einzels, 39. des Sprints und mit Kristina Sabasteanski, Beth Coats und Ntala Skinner Achte der Staffel. Die WM 1996 brachte in Ruhpolding einen 26. Platz im Einzel, einen 22. Platz im Sprint, mit Skinner, Sabasteanski und Joan Miller Smith Platz 14 in der Staffel, sowie Platz fünf mit Deborah Nordyke, Skinner und Miller Smith im Mannschaftsrennen. In der Saison 1996/97 konnte Wooley bei den Biathlon-Weltmeisterschaften 1997 in Osrblie als 12. des Sprints ihr bestes Ergebnis in einem internationalen Rennen der Spitzenklasse erreichen. Im Verfolgungsrennen wurde sie 16., im Einzel 37. und mit Skinner, Nordyke und Sabasteanski Neunte mit der US-Staffel. Karrierehöhepunkt wurden die Olympischen Winterspiele 1998 von Nagano. Bei den Wettkämpfen in Nozawa Onsen kam Wooley auf einen 55. Platz im Einzel, wurde 58. des Sprints und mit Skinner, Kara Salmela und Sabasteanski im Staffelrennen 15. Danach dauerte es bis 2001, dass Wooley wieder zu internationalen Einsätzen kam. Bei den Biathlon-Weltmeisterschaften 2001 in Pokljuka erreichte sie den 51. Platz im Einzel, wurde 53. des Sprints und 41. der Verfolgung. Ihr letztes Weltcup-Rennen bestritt sie 2002 in Antholz. Danach folgten bis 2003 noch Rennen in unterklassigen Wettbewerben.

## Biathlon-Weltcup-Platzierungen
Die Tabelle zeigt alle Platzierungen (je nach Austragungsjahr einschließlich Olympische Spiele und Weltmeisterschaften).
- 1.–3. Platz: Anzahl der Podiumsplatzierungen
- Top 10: Anzahl der Platzierungen unter den ersten zehn (einschließlich Podium)
- Punkteränge: Anzahl der Platzierungen innerhalb der Punkteränge (einschließlich Podium und Top 10)
- Starts: Anzahl gelaufener Rennen in der jeweiligen Disziplin
- Staffel: inklusive Mixed-Staffel

| Platzierung                                              | Einzel | Sprint | Verfolgung | Massenstart | Team | Staffel | Gesamt |
| -------------------------------------------------------- | ------ | ------ | ---------- | ----------- | ---- | ------- | ------ |
| 1. Platz                                                 |        |        |            |             |      |         |        |
| 2. Platz                                                 |        |        |            |             |      |         |        |
| 3. Platz                                                 |        |        |            |             |      |         |        |
| Top 10                                                   |        |        |            |             |      | 2       | 2      |
| Punkteränge                                              | 4      | 8      | 1          |             |      | 8       | 21     |
| Starts                                                   | 27     | 32     | 6          |             |      | 8       | 73     |
| Stand: Karriereende, Daten möglicherweise nicht komplett |        |        |            |             |      |         |        |